# Gary, Indiana
Gary je mesto v Lake County, Indiana, ZDA, ki stoji ob obali Michiganskega jezera. Od Chicaga je oddaljeno približno 40 km. Poimenovano je po industrialcu Elbertu Henryju Garyju, ustanovitelju jeklarskega podjetja  
United States Steel Corporation. Znano je po velikih jeklarnah.
Mesto je širše znano tudi kot rojstni kraj pop zvezdnika Michaela Jacksona in kraj nastanka skupine The Jacskon 5.
Soseske v Garyju:
- Aetna
- Ambridge Mann
- Black Oak
- Brunswick
- Downtown in Downtown west
- Emmerson
- Glen Park
- Midtown (central/district)
- Miller Beach
- Pulaski
- Tolleson (west side/east side)